# 팅커벨

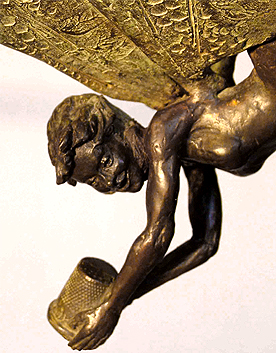
디어뮈드 바이런 오코너의 작품, 팅커 벨 (2005년)

팅커벨(Tinker Bell, Tinkerbell, 간단히 Tink)은 J. M. 배리가 지은 소설인 피터와 웬디에 등장하는 등장인물이며, 요정이다. 다양한 영화와 피터팬 스토리의 텔레비전 각색 작품에서 등장하였으며 특히 월트디즈니의 1953년 애니메이션 만화 피터 팬을 통해 잘 알려져 있다. 2006년 시퀄 피터 팬 인 스칼렛에도 등장한다.

## 원작 연극과 소설에서
배리는 팅커벨을 솥과 주전자를 수리하는 요정으로 묘사했다. 팅할 수 있다.